# محمد گلریز
محمدعلی گلپایگانی (زادهٔ ۲ آبان ۱۳۲۵) مشهور به محمّد گلریز، خوانندهٔ ایرانی موسیقی سنتی و پاپ است. او یکی از خوانندگان برتر در زمان جنگ ایران و عراق بوده و صدایش به عنوان میراث شفاهی ایران در سازمان میراث فرهنگی ثبت شده است. وی برادر کوچک‌تر اکبر گلپایگانی (گلپا) است.

## زندگی
محمد گلریز فرزند مرشد حسین بود که سال ۱۳۶۲ درگذشت. حسین مرشد تعزیه‌خوان و مداح و یکی از مرثیه‌خوانان مهم تهران محسوب می‌شد. مرشد حسین چند پسر داشت که همه آنها آوازخوان بودند: اکبر، عباس، محمود، ابوالقاسم و محمد با هم زندگی می‌کردند. نورعلی برومند به خانه مرشد حسین می‌آمد و به اکبر آموزش آواز می‌داد. گلریز در آن زمان پشت در می‌ایستاد تا آموزش نورعلی‌خان را یاد بگیرد. یک بار نورعلی برومند بی‌هوا در را باز می‌کند و او را که پشت در و در حال گوش دادن است، می‌بیند و به داخل کلاس می‌برد.
گلریز گفته که اولین خواننده گروه شیدا بود و در دوران سربازی با محمدرضا لطفی آشنا شد. او دو سال شاگرد اسماعیل ادیب خوانساری شد (۱۳۵۳). او دربارهٔ تغییر نام خانوادگی خود از گلپایگانی به گلریز می‌گوید: «وقتی می‌خواستیم، نخستین اجرای گروه «شیدا» را داشته باشیم. با محمدرضا لطفی نزد نورعلی‌خان برومند رفتیم تا از او اجازه بگیریم. برومند در آن دیدار از ما پرسید، چه می‌خواهید بخوانید؟ ما هم گفتیم آوازی در دستگاه «شور» انتخاب کرده‌ایم. آقای لطفی تارش را برداشت و من هم خواندم تا به گوشهٔ «گلریز» رسیدیم. به اینجا که رسیدیم، استاد گفت نامت را «گلریز» می‌گذاری! این را به من امر کرد. داداشم حرفش را گوش نداده بود و من نمی‌خواستم خلاف امر استاد عمل کنم. از آن زمان نامم را «گلریز» گذاشتم.»
او همراه پدرش به محافل مذهبی می‌رفت. و پدرش را همراهی می‌کرد. در سال ۱۳۵۳ با سفارش برادرش، به رادیو دریا رفت و آوازهایی را اجرا کرد.
او آواز را نزد نورعلی برومند آغاز کرد و دستگاه سه گاه را از او فرا گرفت.گلریز فعالیت خود را از سال ۵۸ و پس از پیروزی انقلاب اسلامی با آهنگ «برخیزید» از حمید شاهنگیان شروع کرد. سپس سرود «این بانگ آزادی» با شعر حمید سبزواری و آهنگ احمدعلی راغب را خواند. این سرود برای مدتها در رادیو و در آغاز برنامه «راه امام، کلام امام» پخش می‌شد. گلریز سپس سرودهای ای شهید مطهر، رفتند یاران، خجسته باد این پیروزی، ای شهیدان خدایی نامتان پاینده باد را خواند. گلریز برای آهنگی با عنوان شهید مطهری با روح‌اله خمینی دیدار کرد. وی آهنگ «دریغا» با آهنگسازی محمد علی شکوهی را به مناسبت درگذشت سید روح‌الله خمینی اجرا کرد.

## تقدیرها
- گلریز در سال ۱۳۸۹ به عنوان خواننده ماندگار از طرف عزت‌اله ضرغامی رئیس سازمان صدا و سیما، مورد تجلیل و تقدیر قرار گرفت.
- در شهریور ۱۴۰۰ مراسمی برای گرامیداشت هنرمندانی که در زمینه ایثار و دفاع مقدس سابقه فعالیت هنری داشتند برگزار شد. در این مراسم از گلریز در کنار هنرمندانی نظیر عزت‌الله مهرآوران، علیرضا افتخاری، حسین نوری و جمشید هاشم‌پور تجلیل به عمل آمد.[۸]

## حضور در برنامه کرسی
گلریز در رمضان ۱۴۴۵ به برنامه کرسی شبکه چهار سیما دعوت شد و در مورد تاریخ فعالیت‌های هنری خود پس از انقلاب سخن گفت. در این برنامه که میزبان آن حوزه هنری بوده است، از هنرمندان پیشکسوت عرصه‌های گوناگون هنر انقلاب دعوت به عمل می‌آورد.

## آلبوم‌ها
- برخیزید آهنگساز حمید شاهنگیان[۹]
- صبح شکوفا[۱۰]
- نیایش
- بانگ آزادی
- ای بسیجی
- دریغا
- نغمه توحید
- سلام بر بصیرت[۱۱]
- غم فراق
- سکر سماع ملکوت آهنگساز استاد هادی آزرم
- خجسته باد این پیروزی[۱۲]

مستند گلبانگ گلریز در مورد زندگی وی ساخته شده است.

## مشخصات برخی از آثار
| نام ترانه                         | ترانه‌سرا     | آهنگساز         | تنظیم           | شروع ترانه یا بخش معروف‌تر آن                                          |
| --------------------------------- | ------------ | --------------- | --------------- | --------------------------------------------------------------------- |
| ای شهید مطهر                      | حمید سبزواری | احمد علی راغب   | مجتبی میرزاده   | ای مجاهد شهید مطهر مرتضی را چو آیینه مظهر                             |
| نور نشاط                          | بابک نیک‌طلب  | علی اکبرپور     | علی اکبرپور     | درد دیرین را وقت تدبیر است/ کاهلی سستی بند و زنجیر است                |
| این بانگ آزادی                    | حمید سبزواری | احمد علی راغب   | مجتبی میرزاده   | این بانگ آزادیست که از خاوران خیزد                                    |
| ای جانباز                         | حمید سبزواری | حمید شاهنگیان   | حسن یوسف زمانی  | ای شکسته استخوان از جفای اهریمن / بسته راه دشمنان با نثار جان و تن    |
| خجسته باد این پیروزی              | حمید سبزواری | احمد علی راغب   | مجتبی میرزاده   | از صلابت ملت و ارتش و سپاه ما / جاودانه شد از فروغ ظفر پگاه ما        |
| راه رجاء                          | حمید سبزواری | احمد علی راغب   | مجتبی میرزاده   | هر دم از این رهگذار رهگذری می‌رود / در پی مردان مرد پی سپری می‌رود      |
| امداد                             | حمید سبزواری | احمد علی راغب   | محمد منتظم      | الا که داری ز فیض باری توان و قدرت به جسم و جان                       |
| ای بسیجی                          | حمید سبزواری | مهیار فیروز بخت | محمد میرزمانی   | ای بسیج، ای سرفرازان، افتخار میهنید / مایه امن و امان و اعتبار میهنید |
| امید آفرینان بسیج (نامت ای بسیجی) | حمید سبزواری | مهیار فیروز بخت | حسن یوسف زمانی  | ای فروغ ایزدی ز چهرهٔ شما عیان / تیغ حیدری به صد دری کشیده از میان     |
| مسند گل (بیا و بنشین کنار گل)     | حمید سبزواری | حسین بهروزی نیا | حسین بهروزی نیا | به نو بهاران چو می‌درخشد فروغ شبنم به روی گل                           |
| دریغا                             | حمید سبزواری | محمد علی شکوهی  | محمد علی شکوهی  | ببار از دیده، دامن دامن ای اشک / که غم زد آتشم در خرمن ای اشک         |
| شهیدان خدایی                      | علی معلم     | احمد علی راغب   | فریدون شهبازیان | ای شهیدان خدایی مهرتان تابنده بادا                                    |
| آواز دشتی                         | وحشی بافقی   |                 |                 | الهی سینه ای ده آتش‌افروز                                              |